# Орден Данеброг
Орден Данеброг (дат. Dannebrogordenen) — второй по значимости рыцарский орден Дании.
Смысловой основой ордена стало Государственное знамя Дании (национальное знамя), на красном поле которого изображён белый крест.

## Легенда
В июне 1219 года датская армия во главе с королём Вальдемаром II и архиепископом Андерсом Сунесеном высадилась в Эстляндии у местечка Линданисе (Таллин). Датчане приплыли на судах, чтобы сразиться с язычниками-эстами, но лишь только они причалили к берегу, как к королю явились эстонские князья с просьбой о пощаде и согласием на христианское крещение, Однако покорность эстов была притворной, и уже через три дня они ночью со всех сторон напали на датский лагерь.
В войске короля Вальдемара началась паника, и всё, казалось бы, предвещало полное поражение. Но князь Витслав, расположившийся со своей дружиной на морском берегу, храбро бросился в бой с эстами. За это время король собрал своих конных воинов под красным знаменем Данеброг, о котором легенда рассказывает следующее.
Во время битвы датчан с эстами, когда исход сражения для короля Вальдемара был ещё сомнителен, архиепископ Сунесен взошёл на возвышенность, воздел руки к небу и стал молить Бога о победе. Когда же руки его опустились от усталости, то подошли другие священники, чтобы поддержать архиепископа. В это время, взамен утерянного, спустилось с неба красное знамя с изображением белого креста и был слышан голос: «Если будете держать это знамя высоко, то останетесь победителями». Чудо остановило начавшееся было бегство датчан и принесло им победу. В других источниках сказано что во время Ревельской битвы (12 июня 1219 года), как рассказывает предание, когда эстонцы захватили датское королевское знамя, вдруг к датчанам упало с неба знамя, красное с белым крестом посредине, и воодушевленные этим чудом, датчане устремились на врагов и одержали решительную победу. 
По преданию, орден появился в том же 1219 году, однако неизвестно ни одного награждения до 1671 года (не известно ни одного кавалера ордена), когда король Кристиан V учредил орден заново.
В 1808 г. король Фредерик VI изменил статут и расширил орден, превратив его в орден за заслуги и открыв его для лиц, имеющих заслуги, независимо от их социального статуса. Он также увеличил число классов ордена с одного до четырёх: гранд-командор, большой рыцарский крест, командор и рыцарь (кавалер). В 1842 г. король Кристиан VIII постановил, что только датские и иностранные лица королевской крови могут быть гранд-командорами ордена. Королевские указы 1864 и 1951 г. разделили командорский и рыцарский классы ордена на две степени каждый. В 1951 г. орден был открыт для дам.
Орден также включает Почётный крест ордена, он был в 1952 г. трансформирован в Серебряный крест ордена. Он может вручаться только лицам, уже награждённым орденом.
Правящий монарх является гроссмейстером ордена.

## Инсигнии ордена
Знак ордена представляет собой патинированный латинский крест белой эмали из золота (рыцарский — из серебра). Края креста изогнуты внутрь. Крест имеет ободок красной эмали. В центре креста расположена буква «C» с цифрой «5» внутри (в память Кристиана V), увенчанная короной. На концах креста, начиная с левого, по часовой стрелке расположены слова девиза GUD OG KONGEN (Бог и Король). На реверсе расположена буква «W» (в память короля Вальдемара) и на концах креста даты — «1219», «1671» и «1808». В верхней части знака размещена буква «R» (Rex или Regina) и инициалы правящего монарха. Выше инициалов расположена корона. Между концами креста также размещены золотые короны. Крест гранд-командора имеет на аверсе 14 бриллиантов, расположенных в форме латинского креста, а также ещё бриллианты, украшающие знак. На белом эмалевом реверсе знака расположены увенчанные коронами инициалы Вальдемара II, Кристиана V и Фредерика VI, а также девиз ордена.
Звезда большого креста восьмиконечная фасетчатая, на ней прикреплён знак ордена. Нижний конец креста закрывает нижний луч звезды, а между концами креста нет корон. В центре знака расположена увенчанная короной буква «W» (Вальдемар). Если орден вручается с бриллиантами, знак украшен бриллиантами. Нагрудная звезда командора 1-го класса имеет вид большого знака ордена, но имеет фасетчатую поверхность вместо белой эмали, он также имеет увенчанную короной букву «W» в центре, а девиз ордена размещён по концам креста.
Цепь ордена золотая и состоит из перемежающихся инициалов короля Вальдемара II и Кристиана V, а также латинских крестов белой эмали с ободком красной эмали.
Лента ордена белая с красными полосками по краям.
Орден имеет шесть степеней:
- Великий командор — специальная степень ордена — знак ордена, усыпанный бриллиантами на шейной ленте, звезда.
- Большой крест — знак ордена на плечевой ленте, звезда.
- Командор 1-го класса — знак ордена на шейной ленте, звезда.
- Командор — знак ордена на шейной ленте.
- Рыцарь (кавалер) 1-го класса — знак ордена на нагрудной ленте.
- Рыцарь (кавалер) — на орденском знаке указаны даты учреждения и реорганизации ордена — 1219, 1671, 1809 годы.

Девиз ордена: PIETATE ET JUSTITIAE (Благочестию и Справедливости), ранее девиз: «Бог и король» («Gud o'g Kongen»).

## Русские кавалеры ордена Данеброг

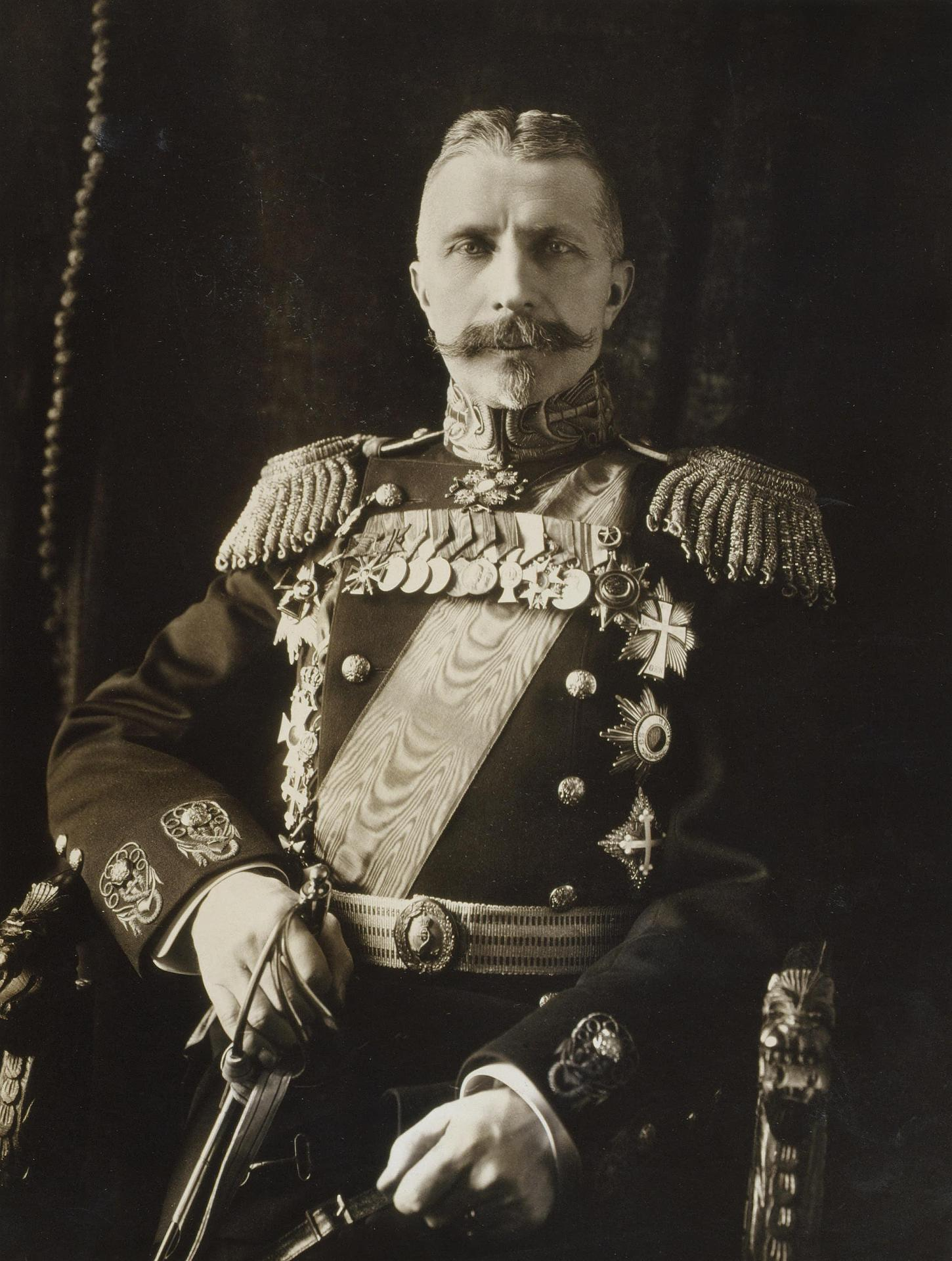
Адмирал А. И. Русин со звездой Большого креста ордена Данеброг (первая сверху справа)

Некоторые из кавалеров ордена Данеброг в России:

### Российская империя
- Дашков, Яков Андреевич, орден Данеброга 1-й степени (1848 год)[4]
- Витте, Сергей Юльевич — государственный и политический деятель.
- Игнатьев, Алексей Алексеевич — командор ордена, военный дипломат
- Казакевич, Евгений Михайлович — генерал-майор.
- Литвинов, Владимир Иванович — адмирал.
- Орлов, Михаил Фёдорович — генерал-майор, декабрист.
- Плансон, Константин Антонович — вице-адмирал.
- Русин, Александр Иванович — адмирал.
- Сирелиус, Леонид-Отто Оттович, командор ордена, военный дипломат.
- Жуковский, Василий Андреевич — поэт.
- Эссен, Николай Оттович фон — адмирал, командующий флотом Балтийского моря.
- Шереметев, Сергей Дмитриевич — общественный деятель, историк, коллекционер.
- Оларовский Александр Эпиктетович - консул Японии , Китая , Сан-Франциско , Сиама . Командорский крест ордена Данненброга 1-й ст. - 1900 г.

### СССР и Российская Федерация
- Коротков, Фёдор Фёдорович — советский военный деятель, генерал-майор
- Ратманский, Алексей Осипович — хореограф
- Ростропович, Мстислав Леопольдович — виолончелист и правозащитник, командор ордена
- Якушов, Александр Васильевич — советский военный деятель, генерал-майор

## Галерея

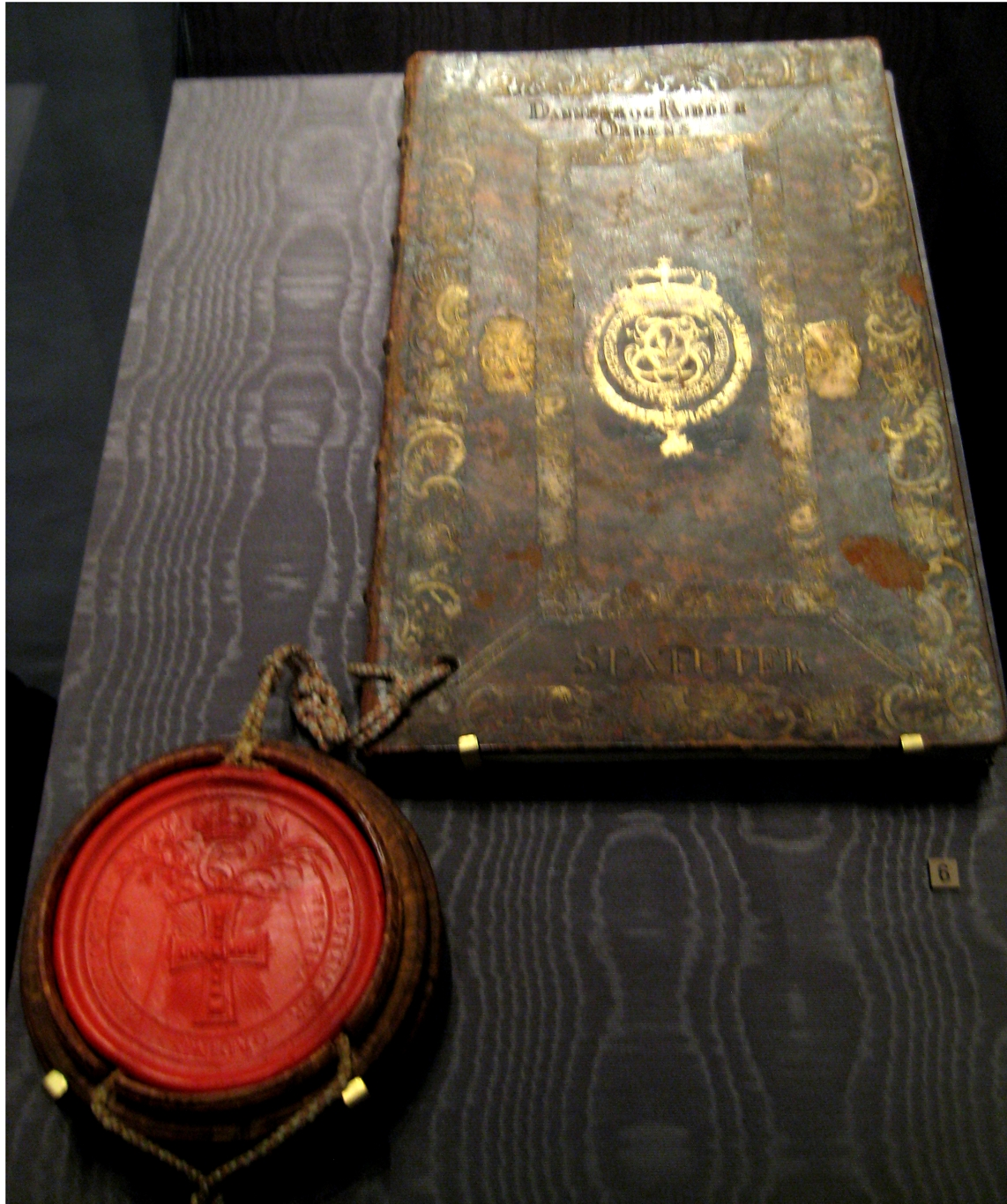
Статут ордена
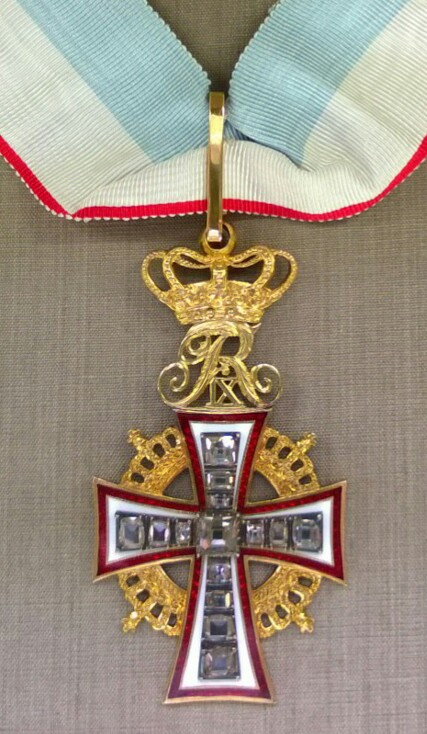
Знак Гранд-командора
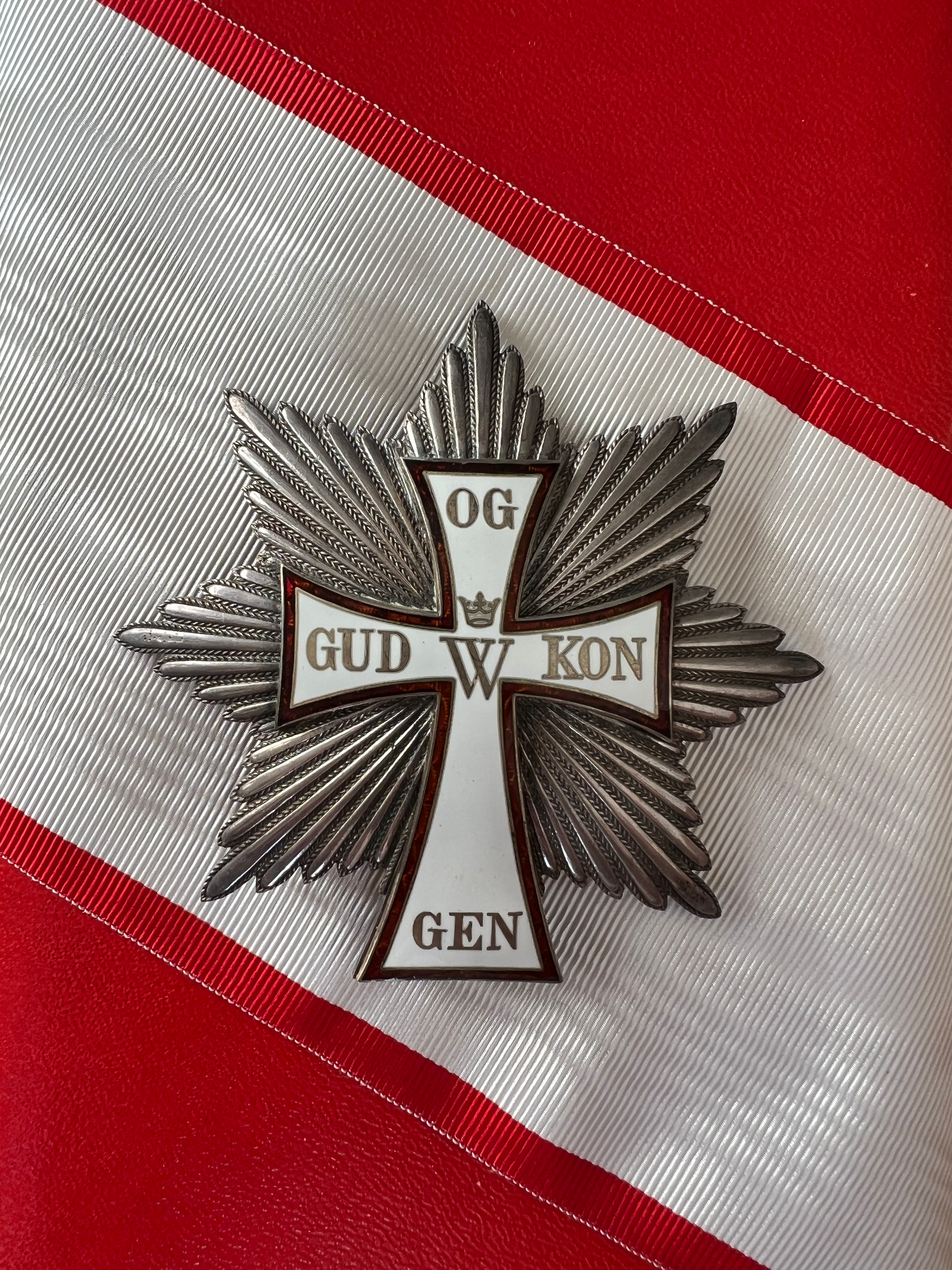
Звезда ордена степени Большого креста
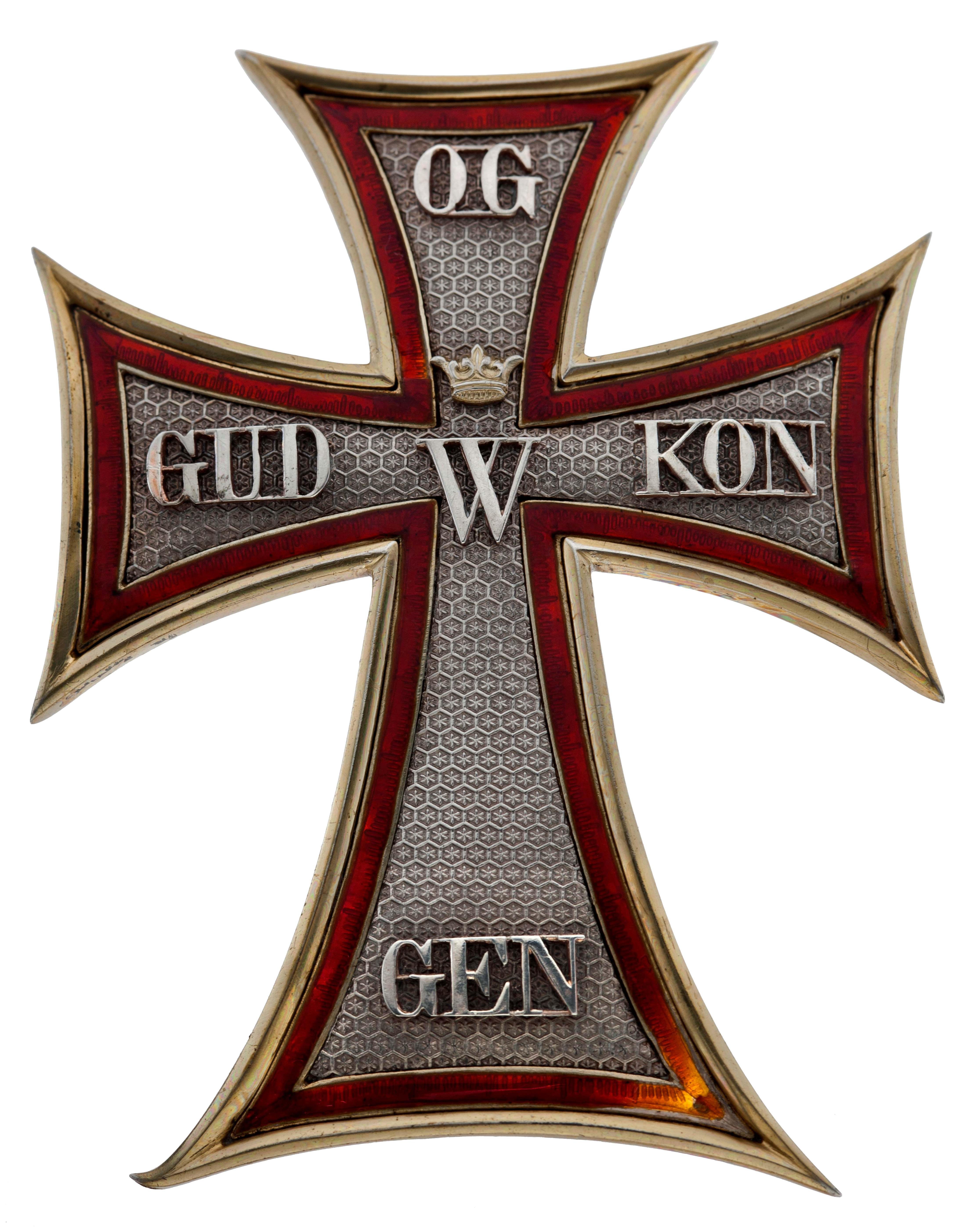
Звезда ордена степени командора 1-го класса
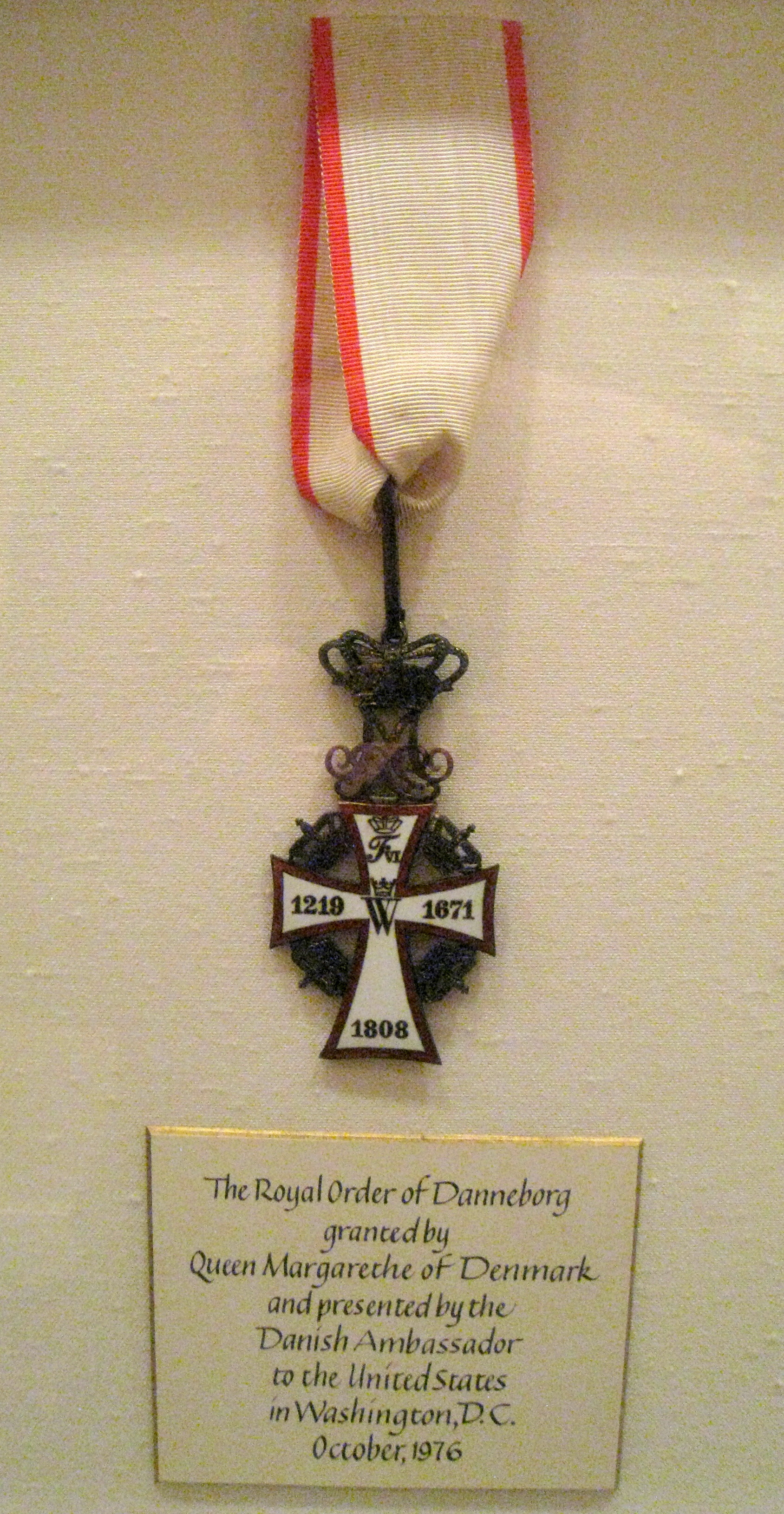
Кавалерская степень ордена
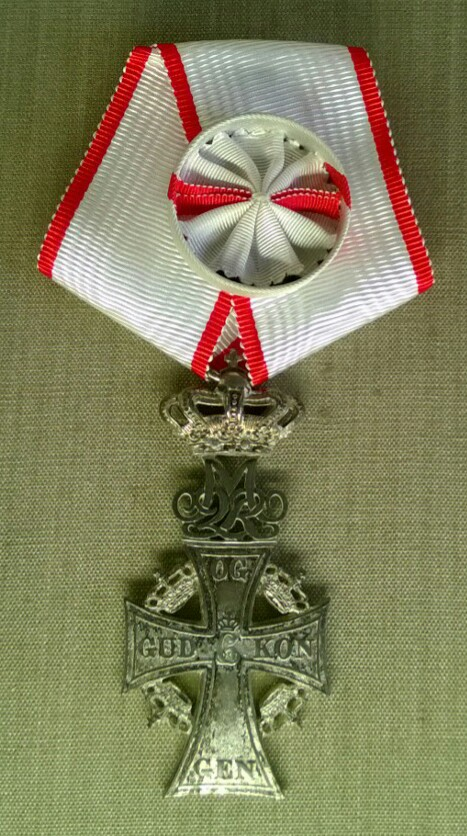
Серебряный крест ордена
Геральдическое изображение ордена